# Lars-Göran Persson (musiker)
Lars-Göran "L.G." Persson, född 15 mars 1974 i Gävle, är en svensk musiker, huvudsakligen känd som sångare i power metal-bandet The Storyteller. Han spelade även bas på bandets tre första album och är den ende konstante och kvarvarande originalmedlem.
Persson sjunger även i det progressiva power metal-bandet Beyond the Katakomb och var under en kort period medlem i det brittiska heavy metal-bandet Jaguar.

## Diskografi

### The Storyteller
Studioalbum
- The Storyteller (2000)
- Crossroad (2002)
- Tales of A Holy Quest (2003)
- Underworld (2005)
- Dark Legacy (2013)
- Sacred Fire (2015)
- The Final Stand (2025)

EP
- Seed of Lies (2004)

Singlar
- "One Last Stand" (2014)
- "God of War" (2015)
- "Sweet Lullaby" (2023)

Demo
- The First Chapter (1995)
- 1996 Demo (1996)
- 1998 Demo (1998)